# Picumne de Buffon
Picumnus exilis
Espèce
Statut de conservation UICN

 LC  : Préoccupation mineure
Le Picumne de Buffon (Picumnus exilis) est une espèce d'oiseaux de la famille des Picidae (sous-famille des Picumninae).
Son nom normalisé français commémore le naturaliste français Georges-Louis Leclerc, comte de Buffon (1707-1788).

## Répartition et sous-espèces
Selon la classification de référence du Congrès ornithologique international (14.2, 2024) :
- Picumnus exilis clarus Zimmer & W.H. Phelps, 1946 — centrę-est du Venezuela
- Picumnus exilis undulatus Hargitt, 1889 — est de la Colombie, Venezuela, Guyana et Roraima
- Picumnus exilis buffoni Lafresnaye, 1845 — de l'est du Guyana à l'Amapá
- Picumnus exilis pernambucensis Zimmer, 1947 — du Pernambouc à l'Alagoas
- Picumnus exilis alegriae Hellmayr, 1929 — du nord-est du Pará au Maranhão
- Picumnus exilis exilis (Lichtenstein, 1823) — Bahia et Espírito Santo